# Rosemary's Baby (gruppo musicale)
I Rosemary's Baby furono un gruppo musicale italiano di musica post-industriale di ispirazione rituale ed esoterica. La band era parte del Thee Temple ov Psychick Youth e portavoce ufficiale in Italia di questo network esoterico.

## Storia
Nel 1984 Pier Luigi Zoccatelli e Stefano Salzani fondarono il distaccamento italiano del gruppo esoterico inglese del Tempio della Gioventù Psichica meglio conosciuto come Centro Studi Babalon. I Rosemary's Baby ne furono la loro emanazione musicale diretta, formato dai due assieme a Dorella Giardini e Nicoletta Ferrari. La band, nel tentativo di mettere in relazione spirito e materia, traeva ispirazione da una ricerca sonora spiritual-ritualistica di diverse tradizioni religiose, mescolandole con immagini sonore e cut-up più legate al mondo della comunicazione di massa, di cui il nome stesso, ripresero dal famoso film Rosemary's Baby - Nastro rosso a New York di Roman Polański, ne è una chiara emanazione.
Il loro primo album dal titolo Magia Sexualis 1, uscito prima come autoproduzione, poi ristampato con l'etichetta The League Of The Gloomers, sviluppa piani sonori dalle tinte rumoristiche e dark ambient, sui quali si stagliano registrazioni di cori tibetani tipici della tradizione sciamanica del Bön, sonorità tribali amazzoniche o preghiere e canti cristiani, spesso falsificati da elaborazioni sonore, con un trattamento riservato allo stesso modo ai campioni e cut up ripresi da film horror.
È dello stesso anno il loro secondo album dal titolo Love Songs, prodotto dalla T.O.P.Y. - World Network System, etichetta inglese del Thee Temple ov Psychick Youth. L'album, composto principalmente partendo da feedback chitarristici, su cui vengono inserite le omelie di Papa Giovanni Paolo II, le ninna nanne di Krzysztof Komeda assieme ad urla campionate dal cinema horror, presenta anche un brano piuttosto orecchiabile dal titolo See Woman See Human, in cui Zoccatelli applica alcune sue ricerche sulle interazioni tra linguaggio musicale e parola, accostando sillabe a ritmiche e frequenze chitarristiche.
Dopo l'uscita di Love Song, la band compie un viaggio in Inghilterra, dove si prospetta una collaborazione con Genesis P-Orridge, che sarebbe dovuto uscire per le Industrie Discografiche Lacerba. Purtroppo, a causa delle difficoltà di gestione interpersonale tra la band e l'artista inglese, l'album non vide mai la luce. A rendere ancor più nero il viaggio, vi fu poi il ritrovamento, al loro ritorno, dell'incendio nella loro sala prove che distrusse la strumentazione accumulata negli anni precedenti. In seguito a queste vicende, e dopo l'uscita del terzo album dal titolo Andrew Woodhouse, il gruppo si sciolse.
Furono poi pubblicati in seguito l'album R's B, una raccolta di registrazioni precedenti al primo album dal titolo Private Demos 1984 ed un live dal titolo Live Leoncavallo (MI) 23/11/85.

## Discografia

### Album e live
- 1985 - Magia Sexualis 1 (Cassetta, autoproduzione - ristampa The League Of The Gloomers nel 1985)
- 1985 - Love Songs (LP, T.O.P.Y. - World Network System)
- 1985 - Messaggio Dal Tempio (Cassetta, autoproduzione)
- 1985 - Live Leoncavallo (MI) 23/11/85 (Cassetta, Non ufficiale)
- 1986 - Andrew Woodhouse (LP, autoprodotto)
- 1988 - R's B (Cassetta, The League Of The Gloomers)
- 1988 - Private Demos 1984 (Cassetta, REXX Live & Rare Tapes)

### Compilazioni
- 2014 - At The End Of Modernity? - con il brano Rehearsal #1 (LP, Industrie Discografiche Lacerba)